# آرسن آواگیان (دولتمرد)
آرسن دنپری آواگیان (ارمنی: Արսեն Դնեպրի Ավագյան؛ (Տուգո) زادهٔ ۱۳ مارس ۱۹۶۱) یک سیاستمدار اهل ارمنستان است که از تاریخ ۲۰۰۷ تا تاریخ ۲۰۱۲ سمت نمایندگی دوره چهارم مجلس ملی جمهوری ارمنستان را برعهده داشت.

## زندگی‌نامه
در  ۱۳ مارس ۱۹۶۱ در ایروان به دنیا آمد .